# زازران
زازران (بالفارسية: زازران) هي منطقة سكنية تقع في إيران في البلدة المركزية. يقدر عدد سكانها بـ 7,670 نسمة .